# ベイクドビーンズ

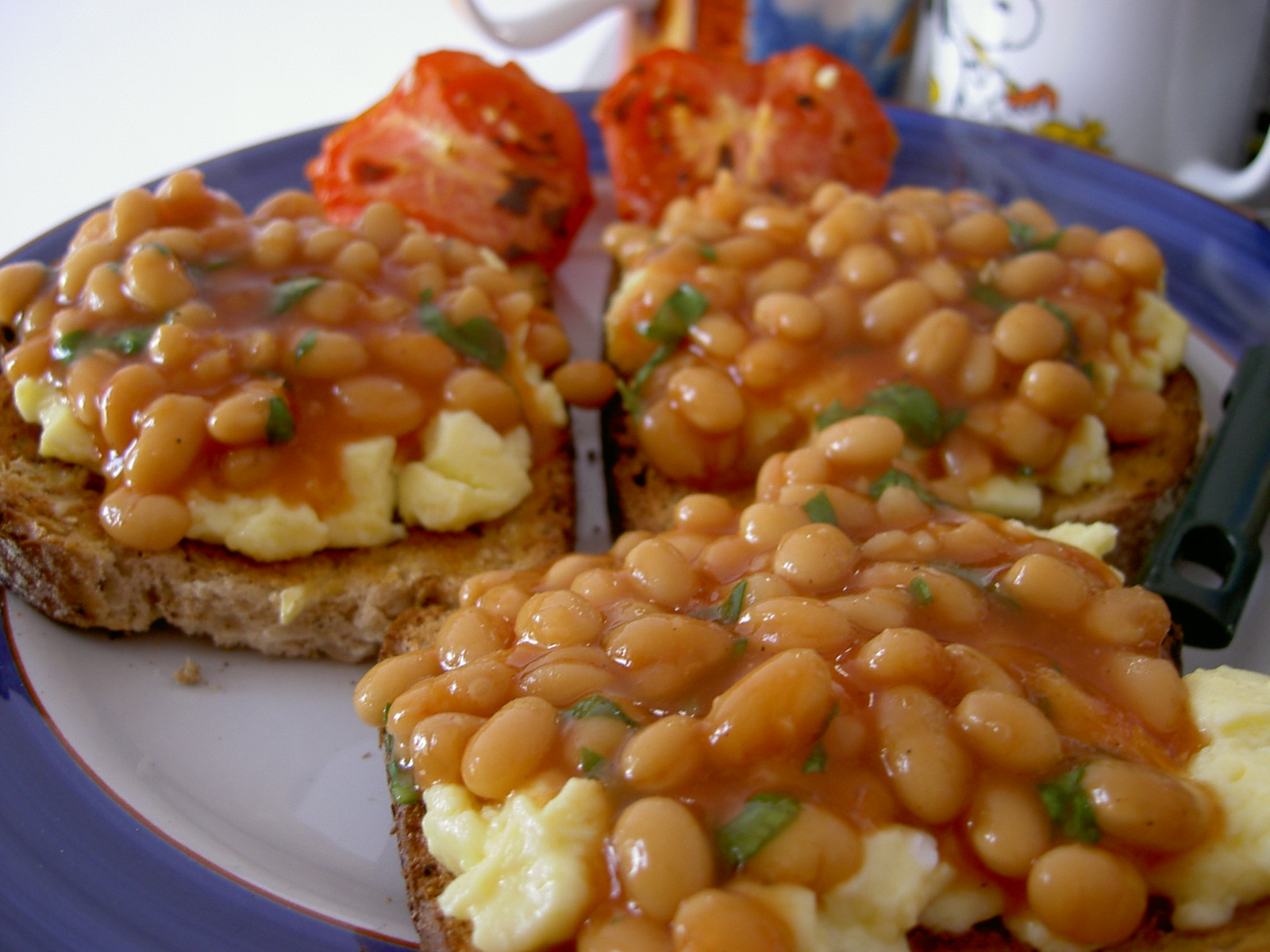
トーストに乗せたスクランブルエッグとベイクドビーンズ

ベイクドビーンズ（英: Baked beans）とは、インゲンマメを甘辛いソースで調理した料理である。名前のとおりオーブンで蒸し焼きにしたものもあるが、通常は名前に反して煮て作られる。
缶詰として販売されるベイクドビーンズの多くは、ネイビービーンズまたはアリコ・ビーンズ（Haricot beans）と呼ばれる白インゲンマメから作られる。アイルランドとイギリスのベイクドビーンズにはトマトソースと砂糖が最も良く用いられる。アメリカ合衆国のボストンでは、ソルトポークと廃糖蜜から作るソースを用い、街自体が「ビーンタウン」と渾名されるほど人気がある。メイン州やケベック州のベイクドビーンズには、しばしばメープルシロップが用いられる。缶詰のベイクドビーンズは温めて食べたり、手軽なおやつとして缶から直接食べたりもする。

## 歴史

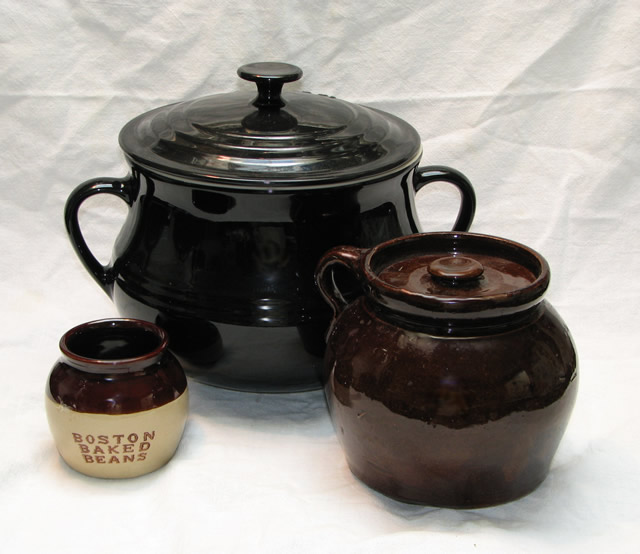
ビーンポット

ベイクドビーンズに使われる豆は全て北アメリカに自生するものであり、1528年にイタリア、1528年にフランスに導入された。
インゲンマメ、カボチャ、トウモロコシは共栄作物であり、三姉妹という農法によって、アメリカ州の先住民族によって一緒に栽培されてきた。
別の説によると、水夫によってフランス南部からカスレが伝わるか、フランス北部やチャンネル諸島からの豆の煮込み料理が伝わったと言われている。おそらく、様々な地域に由来する類似料理のレシピが北アメリカで融合して混ざり合い、最終的に今日のように親しまれているベイクドビーンズになったものと考えられる。
今日の多くのレシピでは豆を煮込むが、伝統的には焼き物や鋳鉄製のビーンポットで下煮した豆をソースと共に蒸し焼きにして作る。ペノブスコット族の習慣に起源を持つかもしれないメイン州の伝統的な料理法「ビーンホール調理」では、石を敷いた穴に薪を置いて火をつけ、炭になったところに味をつけた豆11ポンド を入れたポットを置き、土をかけて一晩またはそれ以上蒸し焼きにする。こうして調理されたベイクドビーンズはメイン州の伐採キャンプには欠かせないもので、毎食提供された。
豚肉を入れた豆の缶詰は、簡易食品の中でも最初に作られたものであり、20世紀初めにイギリスで経営されていたアメリカの会社によって輸出され、広まった。塩漬けの豚肉と豆をトマトで煮た缶詰が1860年代に南北戦争中のアメリカ陸軍兵士に支給された。
アメリカ食品医薬品局は1996年に、「'beans with pork'または'pork and beans'という名前の商品にほとんど豚肉が含まれないことが消費者に広く理解されるまでに何年もかかった」と述べている。

## イギリス

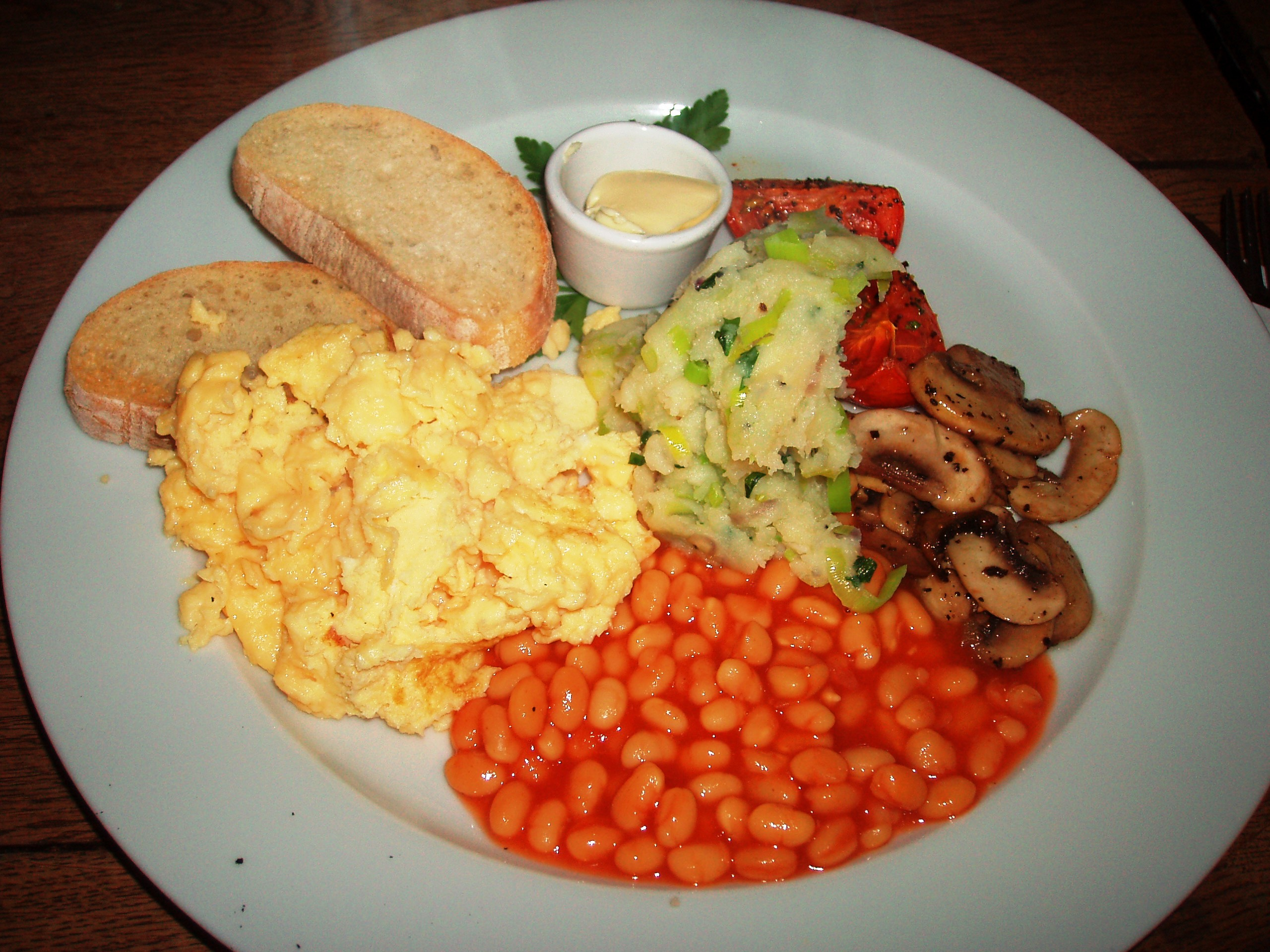
イングリッシュ・ブレックファスト

イギリスとその旧植民地では、ベイクドビーンズというとトマトソースで煮た缶詰を指す。ベイクドビーンズはフル・イングリッシュ・ブレックファストに欠かせないものだと考える人もいる。近年は他のブランドが追い上げてきてはいるが、伝統的なベイクドビーンズのトップブランドとして、「ハインツ」はそれ自身がベイクドビーンズと同義で使われている。
ハインツのベイクドビーンズは、1886年にロンドンの高級百貨店フォートナム・アンド・メイソンで、高価な舶来品として初めて売り出された。
今日ではむしろ安価な食べ物であるが、伝統に則ってハインツのベイクドビーンズは今でも高価な容器に入れて売られている。
イギリスのスーパーマーケットでは、プライベートブランドのベイクドビーンズを1缶当たり30ペンス以下で販売しているが、有機農産物ブランドのものでは1缶1.50ポンドを超えることもある。スーパーマーケットでは、ベイクドビーンズはしばしば仕入れ原価を下回る程の古典的な「目玉商品」である。ベイクドビーンズは、ソーセージやベーコンとともに副菜になったり、ピザのトッピングになったり、他の食物と組み合わせて用いられることが多い。

## アメリカ合衆国

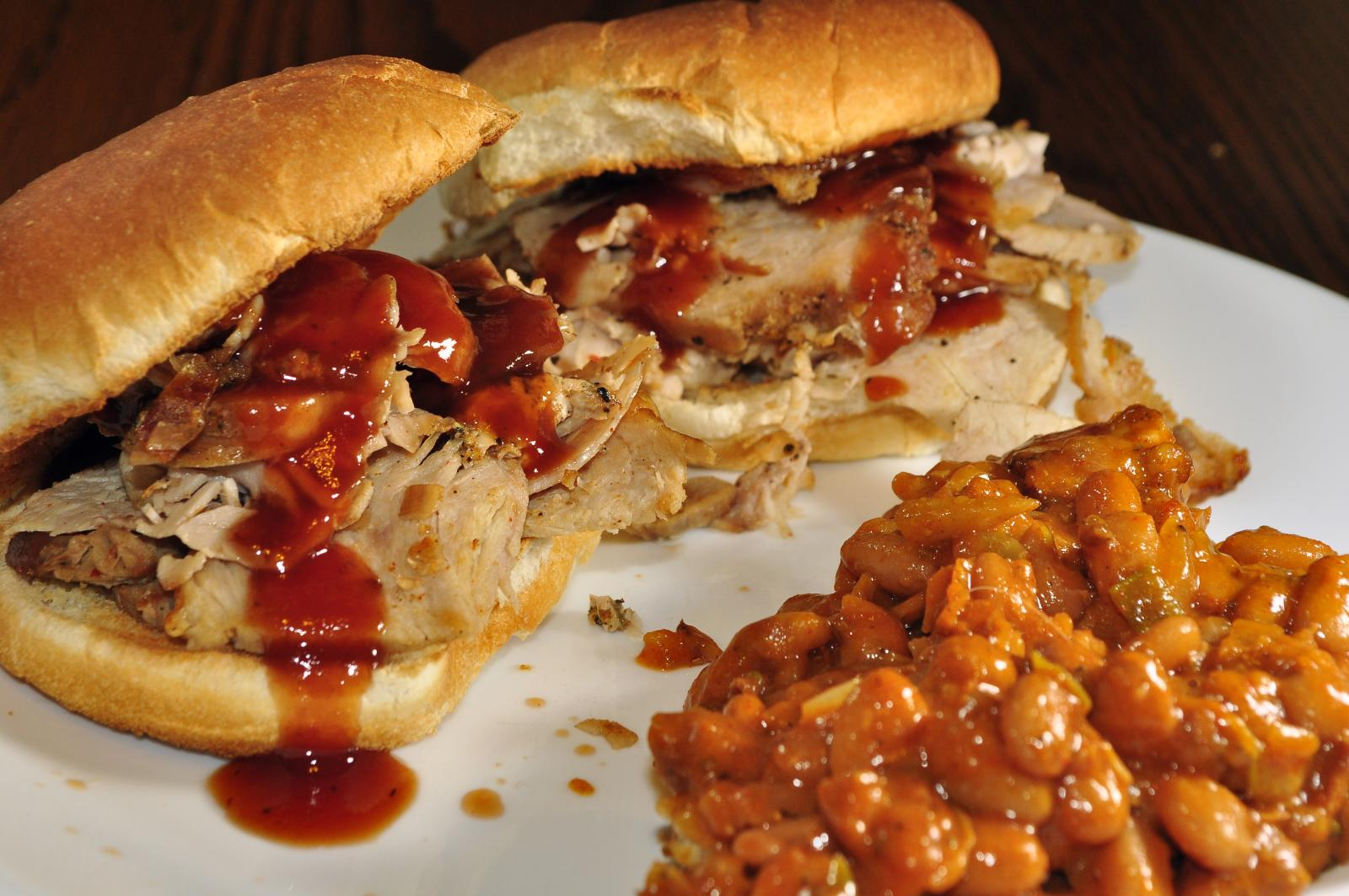
バーベキューポークサンドイッチとベイクドビーンズ

アメリカ合衆国では、ブッシュ・ブラザース、ヴァン・キャンプス、B&M、アレンズ、ハインツ、キャンベル・スープ・カンパニーがベイクドビーンズの大手製造元として良く知られている。ブッシュ・ブラザースとヴァン・キャンプスは様々なベイクドビーンズを作っているが、B&Mのものはほとんどがボストン風である。これらの製品の多くは、自家製のものと比べて、塩味よりも甘味が勝ったソースを使用している。
ハインツのベイクドビーンズは、イギリスで売られているものと、アメリカで販売されている同等品 (Heinz Premium Vegetarian Beans) の間には大きな違いがある。アメリカ向けの製品には、イギリス向けの製品には入っていないブラウンシュガーが含まれ、イギリス向けの製品に含まれる糖分が1缶あたり7gなのに対して、14gもの糖分が含まれる（熱量は、90カロリーに対して140カロリーである）。また、アメリカ向けの製品の方がより柔らかい食感で、色も若干暗い。
長年の間、イギリス風のハインツのベイクドビーンズは、単なる「ビーンズ」という商品名で、「輸入品」という扱いで売られていた。ただし大きさは、本国の415gに対して385gであった。
ニューイングランドでは、北部ではベイクドビーンズに通常は甘みを付け、ソルトポークとともに石窯で6から8時間かけて蒸し焼きにする。
南部と東海岸では、ソースにマスタードを入れるため若干辛い。またベーコンや牛挽肉が入ることも多い。

## その他

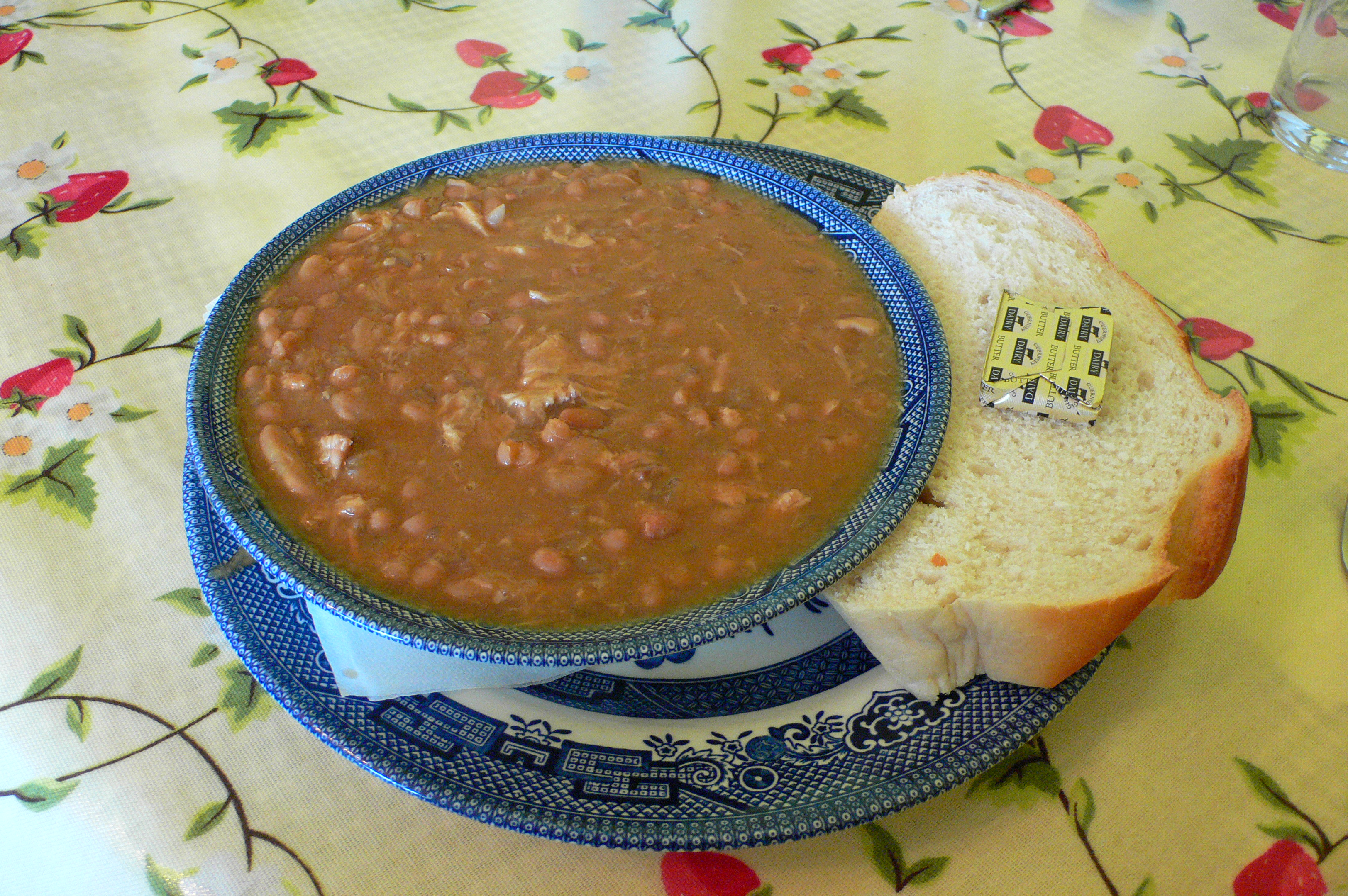
ガーンジービーンジャー

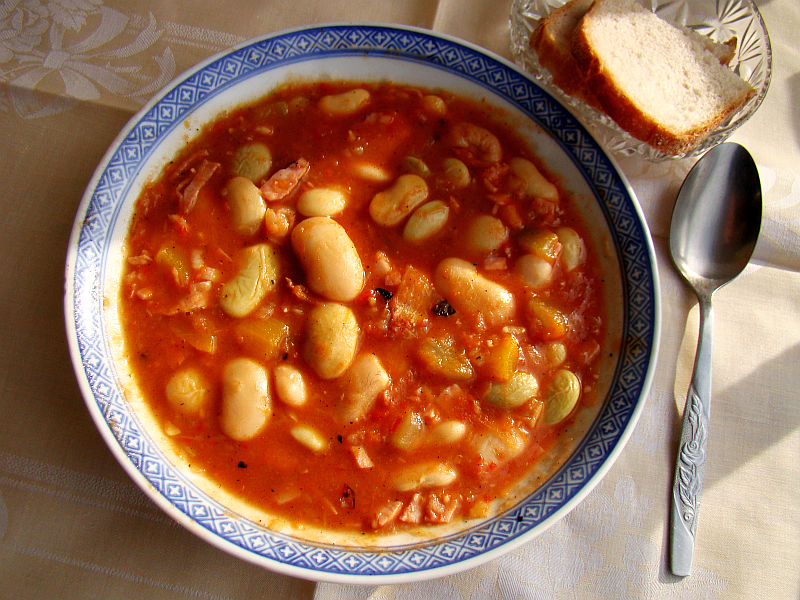
ポーランドの「ブルターニュ風豆」

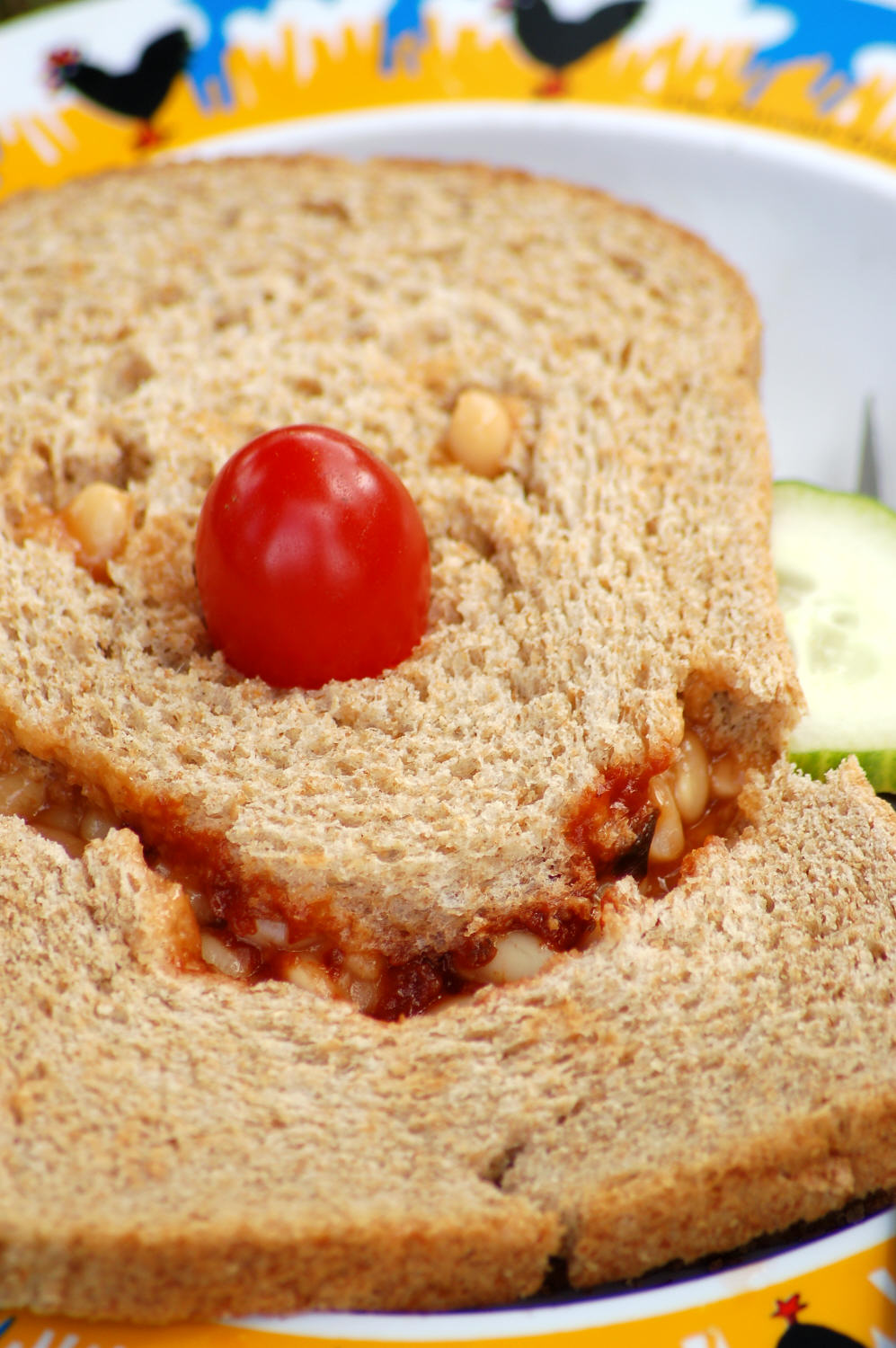
ベイクドビーンサンドイッチ

多くの地域に、ベイクドビーンズと似た伝統的料理がある。
- ボストンベイクドビーンズ（英語版）
- ニューイングランドベイクドビーンズ
- メープルシロップを用いたケベック風ベイクドビーンズ
- ニューイングランド北部やケベックの、地中に鍋を埋め、最長2日間かけて調理するビーンホール・ビーンズ
- ポークアンドビーンズ（英語版）
- ポーランドでは、ベーコンやソーセージを加えた豆料理が「ブルターニュ風豆」(fasolka po bretońsku)として知られている。
- ジャージーの「ビーンクロック」
- ガーンジービーンジャー（英語版）
- スペインのファバダ、コシード・モンタニェス（英語版）
- フランスのカスレ
- フェジョアーダ
- イギリスでは、アフタヌーンティーの時間にトーストに乗せたビーンズを食べることが好まれる。穀物と豆の組み合わせから、安価で完全なタンパク質が摂取できると言われている。「ビーンズ・オン・トースト・デラックス」にはさらに卵、おろしたチーズ、マーマイト、ツナなどが加わる。フル・イングリッシュ・ブレックファストには、ベイクドビーンズは欠かせないと言われる。
- バーベキューソースで煮込んだ豆は、アメリカのバーベキューの伝統的な副菜である。
- ホットドッグを利用した料理の1つ「フランクスアンドビーンズ」は、フランクフルトを小さく切り、ベイクドビーンズと同じソースで煮込んだものである。カナダでは、「ビーンズアンドウィーナーズ」と呼ばれることが多い。
- ドミニカ共和国では、トマトとブラウンシュガー仕立てのベイクドビーンズが「アビチュエラス・ブランカス・アル・オルノ」（habichuelas blancas al horno）として知られている。
- バルカン半島では、プレブラナッチ（Prebranac）として知られている。
- チリコンカーン

ベイクドビーンズのサンドイッチ等、ベイクドビーンズを用いた変わった料理が多数存在する。ベイクドビーンサンドイッチは、その名のとおりパンにベイクドビーンズや溶けたチーズ等の副材料を挟んだものである。

## 健康
2002年、イギリス栄養士会協会（英: Guideline Daily Amount）は缶詰のベイクドビーンズの製造者に対して、1日に摂取が望まれる野菜の量の5/6を取ることが出来ると宣伝することを認めた。この譲歩については、砂糖や食塩の過剰摂取を指摘する循環器学者によって批判された。しかし、正常なコレステロール値を示す人でも、ベイクドビーンズの摂取が総コレステロール値と低比重リポタンパク質値を低下させることがわかっている砂糖と食塩の使用を控えたヘルシータイプの製品を提供する製造者もいる。

## 鼓腸作用
ベイクドビーンズの摂取は、ときおり食後に屁の発生を促すことでも知られている。これは多糖（特にオリゴ糖）が腸内細菌メタノブレヴィバクター・スミシーによって発酵させられることが原因である。オリゴ糖はそのまま小腸を通過し、大腸に達すると細菌がそれを分解し、大量の腸内ガスを生成する。